# Guillermo Martínez
Guillermo Martínez López (Camagüey, 28 giugno 1981) è un giavellottista cubano, vincitore di una medaglia d'argento e una di bronzo ai campionati del mondo di atletica leggera.

## Carriera
Iniziò con il giavellotto nel 1998, sotto la direzione di Paulino Suarez, e nel 2001 entrò a far parte della nazionale cubana di atletica leggera. Dopo essere terminato decimo ai Campionati del mondo di atletica leggera 2005 ad Helsinki, ottiene la prima vittoria importante ai Giochi centramericani e caraibici del 2006 che si svolsero a Cartagena, in Colombia. Nel 2007 vinse la medaglia d'oro a XV Giochi panamericani di Rio de Janeiro, con la misura di 77,78. Successivamente partecipò ai mondiali di Osaka dove si classificò al nono posto.
Ai mondiali del 2009 di Berlino ottiene la medaglia d'argento, con la misura di 86,51, dietro al norvegese Andreas Thorkildsen, vincitore della prova con 89,59. Nel 2011, rientrato da un periodo di infortuni e con poco allenamento alle spalle, è ancora protagonista ai mondiali di Daegu, vincendo la medaglia di bronzo e lanciando il giavellotto a 84,30. Poco più tardi, nell'ottobre del 2011, rivince la medaglia d'oro ai Giochi panamericani di Guadalajara, in Messico, con la misura di 87,20, nuovo record personale e record cubano della specialità.

## Palmarès
| Anno | Manifestazione      | Sede           | Evento                 | Risultato | Prestazione | Note                                     |
| ---- | ------------------- | -------------- | ---------------------- | --------- | ----------- | ---------------------------------------- |
| 2005 | Mondiali            | Helsinki       | Lancio del giavellotto | 10º       | 72,68 m     |                                          |
| 2006 | Giochi CAC          | Cartagena      | Lancio del giavellotto | Oro       | 84,91 m     | Record dei Giochi                        |
| 2007 | Giochi panamericani | Rio de Janeiro | Lancio del giavellotto | Oro       | 77,66 m     |                                          |
| 2007 | Mondiali            | Osaka          | Lancio del giavellotto | 9º        | 82,03 m     |                                          |
| 2009 | Campionati CAC      | L'Avana        | Lancio del giavellotto | Oro       | 82,16 m     |                                          |
| 2009 | Mondiali            | Berlino        | Lancio del giavellotto | Argento   | 86,41 m     | Miglior prestazione personale stagionale |
| 2011 | Campionati CAC      | Mayagüez       | Lancio del giavellotto | Oro       | 81,55 m     |                                          |
| 2011 | Mondiali            | Taegu          | Lancio del giavellotto | Bronzo    | 84,30 m     |                                          |
| 2011 | Giochi panamericani | Guadalajara    | Lancio del giavellotto | Oro       | 87,20 m     | Miglior prestazione personale            |
| 2012 | Giochi olimpici     | Londra         | Lancio del giavellotto | 15º (q)   | 79,67 m     |                                          |
| 2013 | Mondiali            | Mosca          | Lancio del giavellotto | 15º (q)   | 79,77 m     |                                          |
| 2014 | Giochi CAC          | Veracruz       | Lancio del giavellotto | Oro       | 79,27 m     | Miglior prestazione personale stagionale |
| 2015 | Giochi panamericani | Toronto        | Lancio del giavellotto | 8º        | 74,79 m     |                                          |
| 2015 | Campionati NACAC    | San José       | Lancio del giavellotto | Argento   | 78,15 m     |                                          |